# Preston-le-Skerne
Preston-le-Skerne är en by i civil parish Mordon, i kommunen Durham i grevskapet Durham i England. Byn är belägen 10 km från Darlington. Preston-le-Skerne var en civil parish 1866–1983 när blev den en del av Mordon. Civil parish hade 78 invånare år 1961.